# Георгакопулос, Костас
Константинос (Костас) Георгакопулос (греч. Κωνσταντίνος (Κώστας) Γεωργακόπουλος; род. 14 июля 1963, Афины) — греческий легкоатлет, специалист по метанию диска. Выступал на профессиональном уровне в 1980-х годах, обладатель бронзовой медали Всемирной Универсиады, чемпион Средиземноморских игр, многократный победитель чемпионатов Греции, участник летних Олимпийских игр в Лос-Анджелесе.

## Биография
Костас Георгакопулос родился 14 июля 1963 года в Афинах, Греция. Занимался лёгкой атлетикой в столичном клубе «Панеллиниос».
С начала 1980-х годов являлся сильнейшим греческим метателем диска, неоднократно выигрывал национальный чемпионат в данной дисциплине.
Впервые заявил о себе на международном уровне в сезоне 1981 года, когда вошёл в состав греческой сборной и выступил на юниорском европейском первенстве в Утрехте, где в зачёте метания диска стал шестым.
В 1982 году был четвёртым на чемпионате Балкан в Бухаресте, принял участие в домашнем чемпионате Европы в Афинах.
В 1983 году выиграл бронзовую медаль на Балканских играх в Измире, метал диск на впервые проводившемся чемпионате мира по лёгкой атлетике в Хельсинки, превзошёл всех соперников на финале Кубка Европы в Лиссабоне и на Средиземноморских играх в Касабланке, где установил свой личный рекорд — 62,58 метра.
Благодаря череде успешных выступлений в 1984 году удостоился права защищать честь страны на летних Олимпийских играх в Лос-Анджелесе — в финале метнул диск на 60,30	метра, расположившись в итоговом протоколе соревнований на 11-й строке.
В 1986 году среди прочего выступал на чемпионате Европы в Штутгарте, в финал не вышел.
Будучи студентом, в 1987 году представлял Грецию на Всемирной Универсиаде в Загребе — завоевал здесь бронзовую награду, уступив только американцу Рэнди Хейслеру и советскому метателю Вацлавасу Кидикасу. Также в этом сезоне участвовал в чемпионате мира в Риме, стал серебряным призёром на Средиземноморских играх в Латакии.
В 1988 году получил серебро на Балканских играх в Анкаре.